# Liste der Biografien/Nj
Liste der Biografien |
Portal Biografien |
Personensuche
# |
A |
B |
C |
D |
E |
F |
G |
H |
I |
J |
K |
L |
M |
N |
O |
P |
Q |
R |
S |
T |
U |
V |
W |
X |
Y |
Z |
?
 
Na |
Nb |
Nc |
Nd |
Ne |
Nf |
Ng |
Nh |
Ni |
Nj |
Nk |
Nl |
Nm |
Nn |
No |
Nr |
Ns |
Nt |
Nu |
Nv |
Nw |
Nx |
Ny |
Nz
Die Liste der Biografien führt alle Personen auf, die in der deutschsprachigen Wikipedia einen Artikel haben. Dieses ist eine Teilliste mit 104 Einträgen von Personen, deren Namen mit den Buchstaben „Nj“ beginnt.

## Nj

### Nja
- Njadoe, Musa Gallel J., gambischer Politiker
- Njadoe, Wurrie (* 1997), gambische Sprinterin
- Njaga, Stepan (1900–1951), moldauischer Komponist
- Njai, Abdoulie (* 1996), gambischer Politiker
- Njai, Fatoumatta (* 1970), gambische Politikerin
- Njakljajeu, Uladsimir (* 1946), belarussischer Dichter
- Njáll Trausti Friðbertsson (* 1969), isländischer Politiker (Unabhängigkeitspartei)
- Njam-Otschir, Saindschargalyn (* 1986), mongolischer Judoka
- Njambe, Patrick (* 1987), kamerunischer Fußballspieler
- Njami, Simon (* 1962), kamerunischer Kurator und Kunstkritiker
- Njanka, Pierre (* 1975), kamerunischer Fußballspieler
- Njapau, Grace (* 1948), sambische Politikerin, stellvertretende Innenministerin
- Njaradi, Dionisije (1874–1940), Bischof von Križevci
- Njaralakatt, George (* 1946), indischer Geistlicher, syro-malabarischer Erzbischof von Tellicherry
- Njåstad, Helge André (* 1980), norwegischer Politiker
- Njåtun, Ida (* 1991), norwegische Eisschnellläuferin

### Nje
- Njegovan, Maximilian (1858–1930), österreichisch-ungarischer Admiral
- Njei, Acha (* 1985), deutscher Basketballspieler
- Njeim, Chirine (* 1984), libanesische Skirennläuferin und Leichtathletin
- Njemčević, Lejla (* 1994), Bosnisch-herzegowinische Mountainbikerin
- Njemtschynowa, Natalija (* 1975), ukrainische Tennisspielerin
- Njenga, Daniel (* 1976), kenianischer Marathonläufer
- Njenga, John (1928–2018), kenianischer Geistlicher, römisch-katholischer Erzbischof von Mombasa
- Njepila, Hanzo (1766–1856), sorbischer Schriftsteller
- Njerš, Ljerka (* 1937), kroatische Keramikerin und Malerin
- Njeru, Nelson Ndereva (* 1967), kenianischer Marathonläufer
- Njerve, Embla Matilde (* 2007), norwegische StabhochspringerinEmbla Matilde Njerve (* 2007)

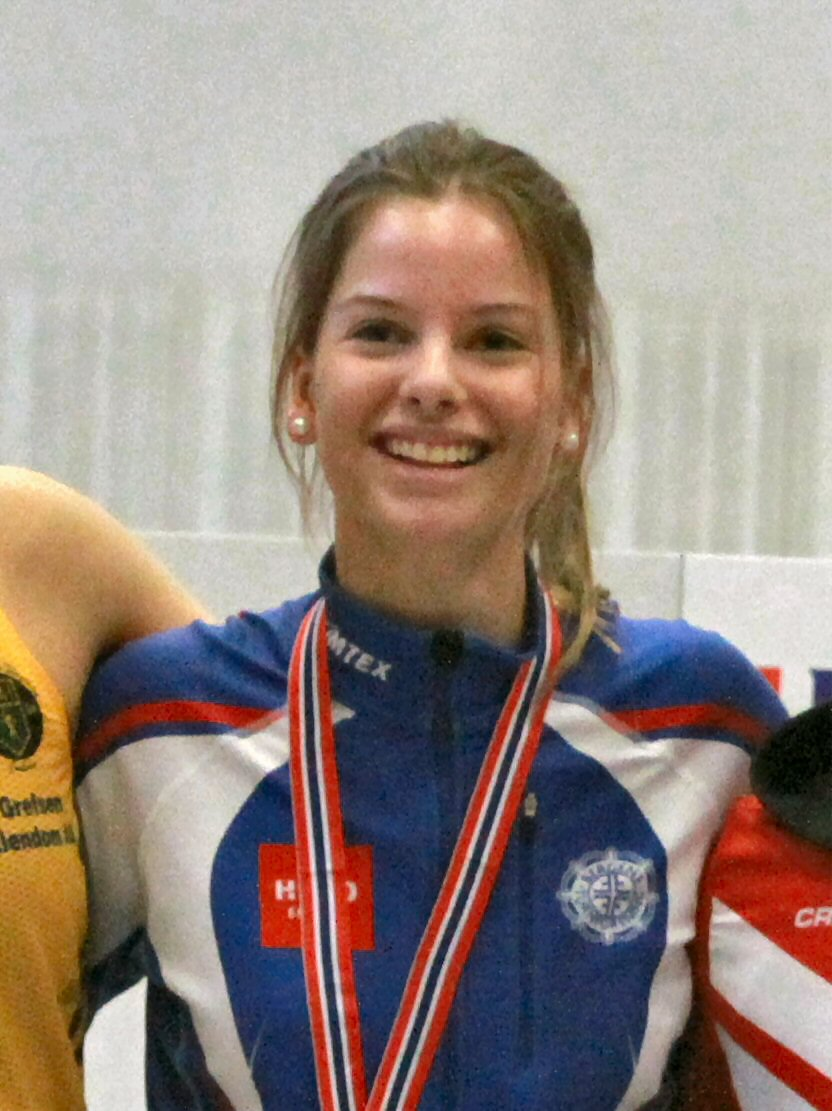
Embla Matilde Njerve (* 2007)

- Njeschewa, Uljana (* 1983), ukrainische Künstlerin

### Nji
- Njie Colley, Ya Sally (* 1989), gambische Moderatorin und Unternehmerin
- Njie Saidy, Isatou (* 1952), gambische Politikerin, Vizepräsidentin Gambias
- Njie Sanneh, Mam Sai (* 1965), gambische Politikerin
- Njie Sanusi, Khadija, gambische Sportfunktionärin im Schwimmsport
- Njie, Abdou A. B., gambischer Ökonom, Politiker und Banker
- N’Jie, Abdoulie A., gambischer Politiker
- Njie, Adama (* 1978), gambische Leichtathletin
- Njie, Ahmad Malick, gambischer Politiker
- Njie, Alieu, gambischer Beamter und Politiker
- N’Jie, Alieu Badara (1904–1982), gambischer Politiker
- Njie, Allen (* 1999), liberianischer Fußballspieler
- Njie, Anna, gambische Juristin
- Njie, Baba (* 1969), gambischer Leichtathlet
- Njie, Bakary, gambischer Politiker
- Njie, Barra (* 2001), schwedischer Basketballspieler
- N’Jie, Clinton (* 1993), kamerunischer Fußballspieler
- N’Jie, Ebrima D. (1910–1970), gambischer Politiker
- Njie, Faye (* 1993), finnisch-gambischer Judoka
- N’jie, Haddy (* 1979), norwegische Sängerin, Songwriterin, Autorin, Journalistin und FernsehmoderatorinHaddy N’jie (* 1979)

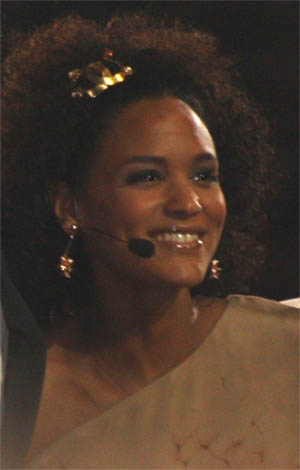
Haddy N’jie (* 1979)

- N’Jie, Louise (1922–2014), gambische Politikerin
- Njie, Malick, gambischer Politiker und Mediziner
- Njie, Mambury (* 1962), gambischer Politiker und Diplomat
- Njie, Menata, gambische Politikerin
- Njie, Momar (* 1975), deutsch-gambischer Fußballspieler
- Njie, Momodou (1948–2020), gambischer Fußballspieler
- Njie, Momodou Baboucar (1929–2009), gambischer Politiker
- Njie, Momodou E. († 2020), gambischer Imam und Diplomat
- Njie, Nancy (* 1965), gambische Politikerin
- Njie, Ndey, gambische Politikerin
- Njie, Ndondi S. Z. (1935–2011), gambischer Pädagoge und Beamter
- Njie, Nogoi (1965–2023), gambische Politikerin und Folteropfer
- Njie, Omar († 2002), gambischer Politiker, Außenminister (1997–1998)
- Njie, Ousman, gambischer Politiker
- N’Jie, Pierre Sarr (1909–1993), gambischer Politiker
- Njie, Rahman (* 1973), gambischer Fußballspieler
- Njie, Sally (1932–2020), gambische Bibliothekarin
- Njie, Serign Modou (* 1970), gambischer General, Diplomat und Politiker
- Njie, Sheikh Omar, gambischer Politiker
- Njie, Solomon (* 1999), schwedischer Schauspieler und Fußballspieler
- Njie, Tijan (* 1991), deutscher Schauspieler
- Njie, Wandeh († 2024), gambischer Fußballspieler
- Njie, Yusupha (* 1994), gambischer Fußballspieler
- Njie-Jallow, Fatou, gambische Ombudsfrau
- Njiké-Bergeret, Claude (* 1943), kamerunische Entwicklungshelferin und Autorin
- Njine, Carla (* 2000), deutsche Schauspielerin
- Njinmah, Justin (* 2000), deutsch-nigerianischer FußballspielerJustin Njinmah (* 2000)

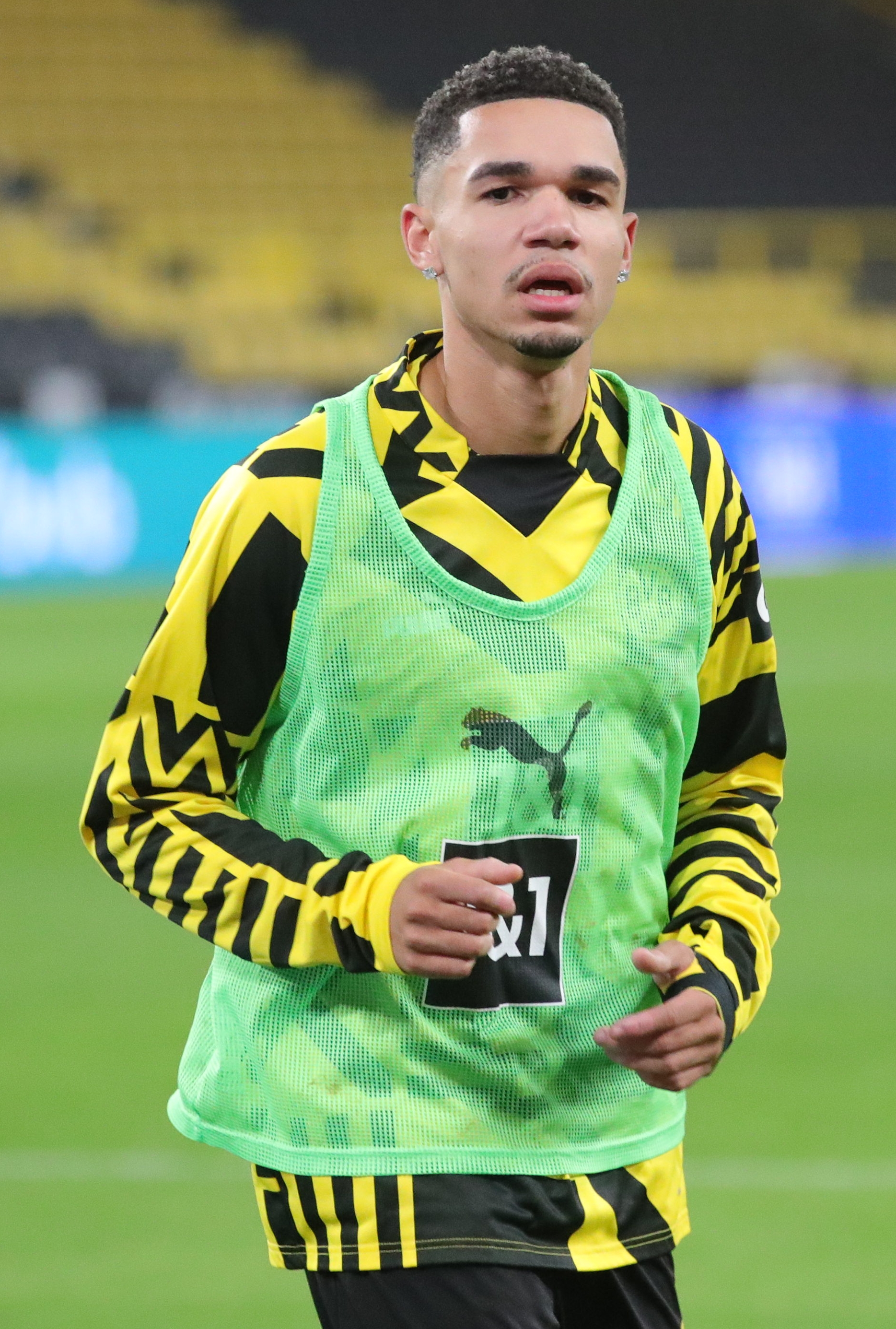
Justin Njinmah (* 2000)

- Njiri, Washington (* 1952), kenianischer Sprinter
- Njirić, Petrunjela (* 1985), kroatische Fußballspielerin
- Njirić, Silvia (* 1993), kroatische Tennisspielerin
- Njiru, Silas Silvius (1928–2020), kenianischer Geistlicher und römisch-katholischer Bischof von Meru
- Njitap, Geremi (* 1978), kamerunischer Fußballspieler

### Njo
- Njo-Léa, Eugène (1931–2006), kamerunischer Fußballspieler und -funktionär
- Njobvu, Rhoda (* 1994), sambische Sprinterin
- Njock, Jérémie (* 1980), kamerunischer Fußballspieler
- Njogu, Ann, kenianische Frauenrechtlerin
- Njohole, Renatus (* 1980), tansanischer Fußballspieler
- Njoku, David (* 1996), US-amerikanischer American-Football-Spieler
- Njoku, Emmanuel (* 2002), nigerianischer Weitspringer
- Njoku, Nnenna (* 1955), nigerianische Leichtathletin
- Njoku, William (* 1972), kanadischer Basketballspieler
- Njomitz, Alexander Wassiljewitsch (1879–1967), russischer Militär, Oberkommandierender der sowjetischen Seekriegsflotte
- Njoo, Kiem Bie (1927–2008), indonesischer Badmintonspieler
- Njörður Ludvigsson (* 1976), isländischer Badmintonspieler
- Njoroge, Mary (* 1985), kenianische Fußballschiedsrichterassistentin
- Njoroge, Mercy Wanjiku (* 1986), kenianische Hindernisläuferin
- Njovu, William (* 1987), sambischer Fußballspieler
- Njoya († 1933), König vom Bamoun
- Njoya, Ibrahim Mbombo (1937–2021), kamerunischer Fon (Sultan) des Königreiches Bamum
- Njoya, Nabil Mbombo (* 1992), kamerunischer Fon (Sultan) des Königreiches Bamum
- Njoya, Seidu Njimoluh (1902–1992), Fon (Sultan) des Königreiches Bamum
- Njoze, Mirabelle (* 1997), britische Tennisspielerin

### Nju
- Njue, Grace Wanjiru (* 1979), kenianische Leichtathletin
- Njue, John (* 1944), kenianischer Geistlicher, emeritierter römisch-katholischer Erzbischof von NairobiJohn Njue (* 1944)

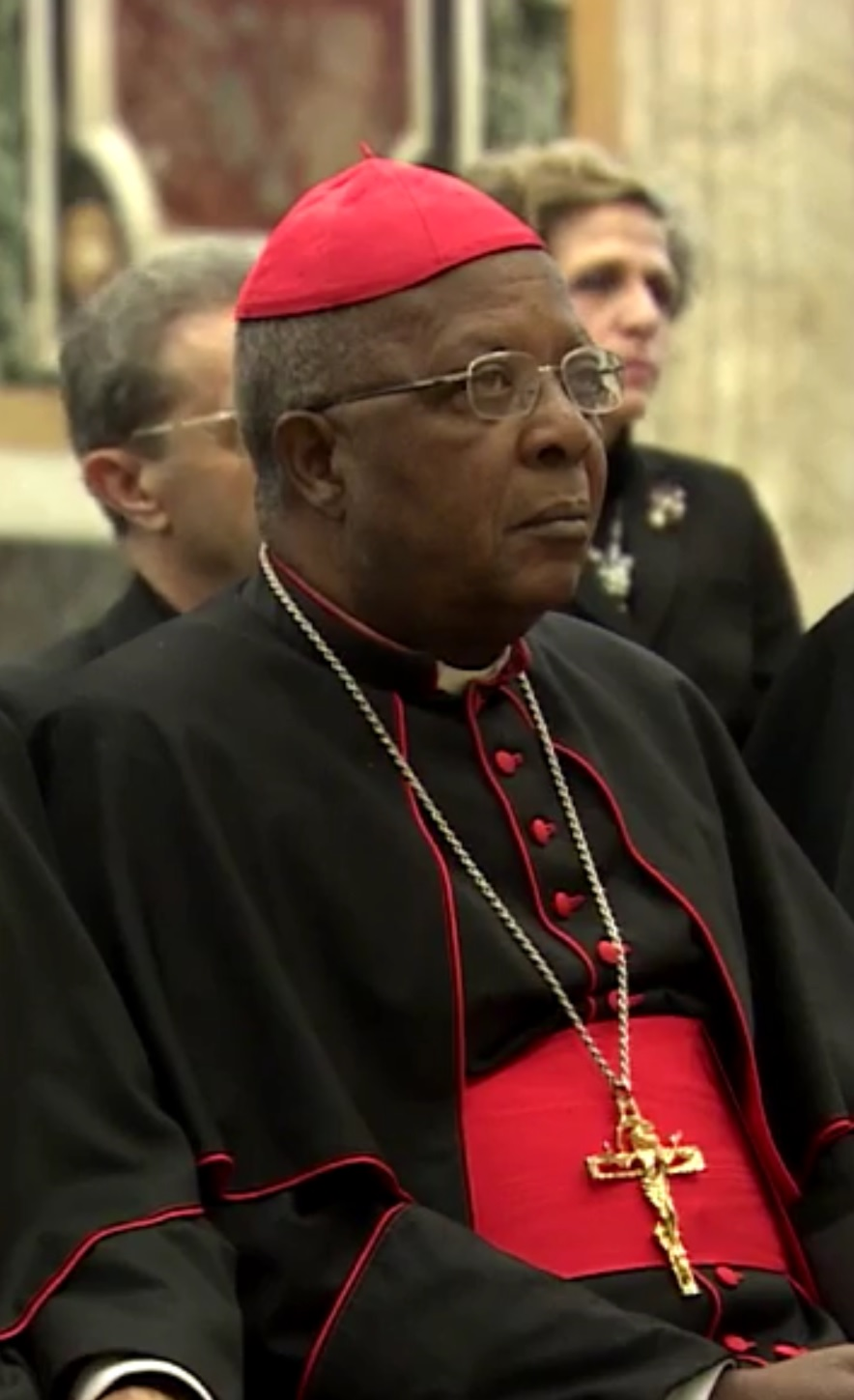
John Njue (* 1944)

- Njuh Nsella, Stéphanie (* 1995), kamerunische Sprinterin
- Njui, Cyrus Gichobi (* 1986), kenianischer Langstreckenläufer
- Njuki, Brenda (* 1994), schwedische Tennisspielerin